# 라우리 퇴르니
라우리 알란 퇴르니(Lauri Allan Törni, 1919년 5월 28일 ~ 1965년 10월 18일)는 핀란드의 군인이다.

## 군인 경력
겨울전쟁 및 계속전쟁 때 핀란드 육군 보병중대장으로서 소련군과 싸웠고 높은 전공으로 최고등급 군사훈장인 만네르헤임 십자장을 수훈했다. 핀란드가 소련과 강화하자 이에 반발하여 핀란드군에서 이탈, 무장친위대에 자원입대해서 제2차 세계대전 종전 때까지 소련군과 싸웠다. 전후 영국군에 붙잡혔다가 포로수용소를 탈출했으며, 이후 1945년 핀란드로 돌아왔으나 1946년 핀란드 국가경찰에게 이적사범으로 체포되었다. 1947년 6년형을 선고받은 뒤 재차 탈옥했으나 붙잡혔으며, 1948년 사면되고 이듬해 스웨덴을 거쳐 1950년 미국으로 이주했다. 미국으로 이민 간 퇴르니는 미군에 입대하여 미국 육군 특전부대 소속으로 베트남 전쟁에 종군했다. 1965년 베트남에서 작전 도중 헬리콥터 추락사고로 사망했다. 핀란드군에서 자유십자장, 만네르헤임 십자장, 독일군에서 2급 철십자장, 미군에서 훈공장, 퍼플 하트 훈장, 동성장 등을 수훈했다.

## 같이 보기
- 아르네 유틸라이넨